# Marta Golbik
Marta Joanna Golbik (ur. 14 kwietnia 1985 w Gliwicach) – polska ekonomistka, nauczycielka akademicka i polityczka, posłanka na Sejm VIII, IX i X kadencji (od 2015).

## Życiorys
Ukończyła studia na kierunku finanse i rachunkowość w Szkole Głównej Handlowej w Warszawie. Pracowała jako nauczycielka akademicka i pełnomocniczka rektora Gliwickiej Wyższej Szkoły Przedsiębiorczości. W wyborach samorządowych w 2010 bez powodzenia kandydowała na radną Gliwic z listy Koalicji dla Gliwic Zygmunta Frankiewicza. W 2012 założyła własne przedsiębiorstwo działające w branży nowych technologii. Została członkinią Polskiego Towarzystwa Ekonomicznego.
W wyborach parlamentarnych w 2015 kandydowała do Sejmu w okręgu gliwickim z pierwszego miejsca na liście Nowoczesnej. Uzyskała mandat posłanki VIII kadencji, otrzymując 14 323 głosy. Zasiadała w zarządzie Nowoczesnej na Śląsku. W kwietniu 2017 została zawieszona w prawach członka partii, po czym przeszła do klubu parlamentarnego Platformy Obywatelskiej. W Sejmie VIII kadencji została członkinią Komisji Finansów Publicznych oraz Komisji Gospodarki i Rozwoju, pracowała też w Komisji do Spraw Unii Europejskiej (2015–2017), Komisji Cyfryzacji, Innowacyjności i Nowoczesnych Technologii (2015–2017) oraz Komisji Kultury i Środków Przekazu (2018).
W wyborach w 2019 i 2023 z powodzeniem ubiegała się o poselską reelekcję z ramienia Koalicji Obywatelskiej, otrzymując odpowiednio 35 129 głosów oraz 19 430 głosów. W X kadencji Sejmu objęła funkcję przewodniczącej Komisji Zdrowia.

## Wyniki w wyborach ogólnopolskich
| Wybory | Komitet wyborczy | Komitet wyborczy     | Organ              | Okręg | Wynik           |
| ------ | ---------------- | -------------------- | ------------------ | ----- | --------------- |
| 2015   |                  | Nowoczesna           | Sejm VIII kadencji | nr 29 | 14 323 (4,88%)  |
| 2019   |                  | Koalicja Obywatelska | Sejm IX kadencji   | nr 29 | 35 129 (10,31%) |
| 2023   | Sejm X kadencji  | Koalicja Obywatelska | 19 430 (5,02%)     | nr 29 |                 |